# Operation Sovereign Borders

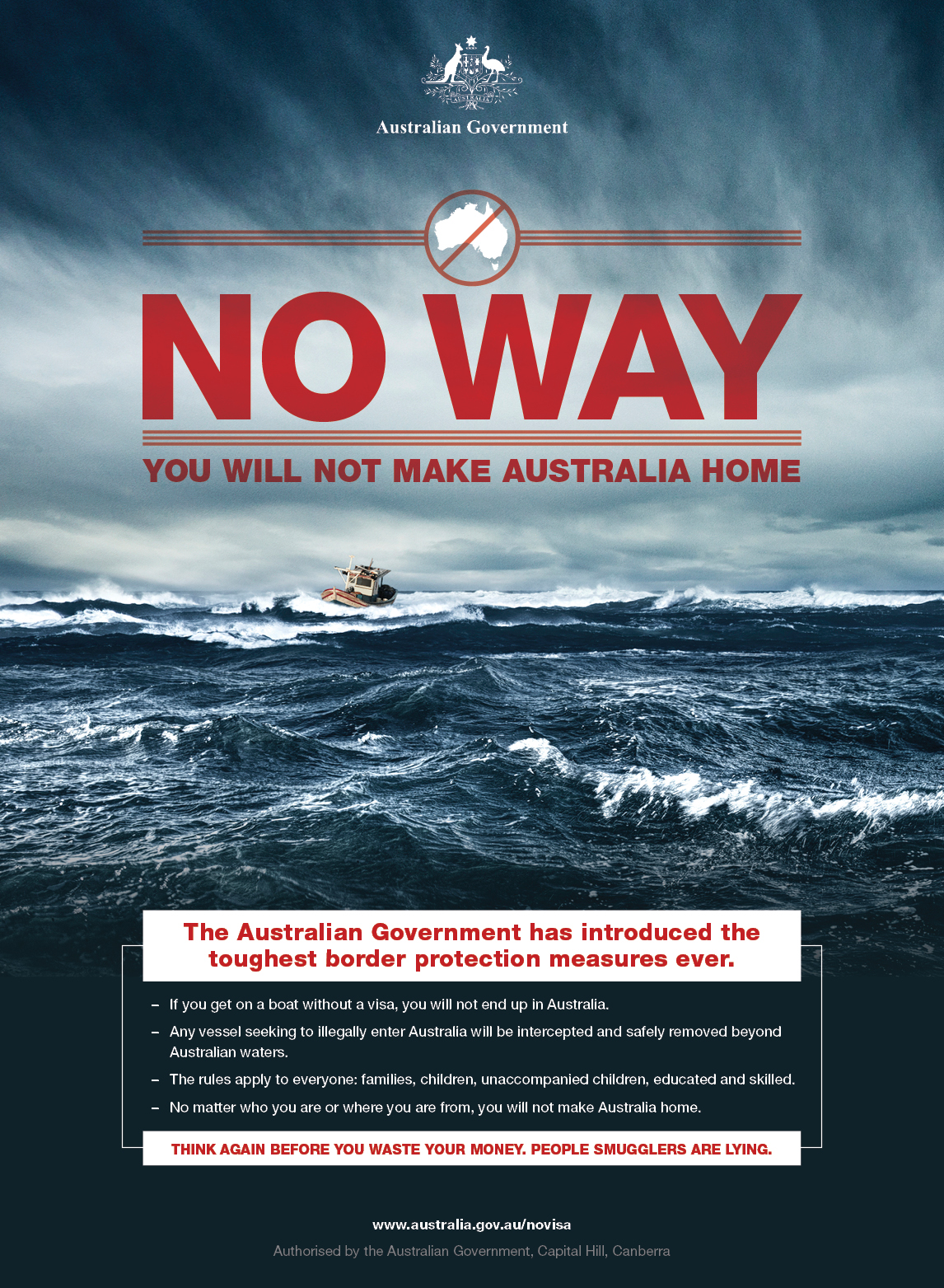
Stop the boats - Operation Sovereign Borders

 (juin 2015).
Si vous disposez d'ouvrages ou d'articles de référence ou si vous connaissez des sites web de qualité traitant du thème abordé ici, merci de compléter l'article en donnant les références utiles à sa vérifiabilité et en les liant à la section « Notes et références ».
L'Operation Sovereign Borders (ou Opération Frontières souveraines) est un programme qui a été commencé par le gouvernement australien en 2013, dans la continuité des politiques appelées parfois « solution du Pacifique » et en vigueur depuis 2001. Il vise à empêcher l'immigration par la mer vers l'Australie. Le programme a une politique de tolérance zéro, tous les bateaux avec des réfugiés sont interceptés en haute mer et sont forcés de rebrousser chemin. Au niveau international, le programme est aussi connu sous le titre « stopper les bateaux » (stop the boats).

## Contexte
Pendant la campagne électorale pour les élections fédérales australiennes de 2013, Tony Abbott fait la promesse d'arrêter les bateaux de clandestins, en évoquant notamment le nombre croissant de réfugiés qui arrive dans des bateaux en Australie. En 2012 et 2013 il y a eu une augmentation importante du nombre de bateaux de réfugiés. Le nombre d'incidents dans lesquels les réfugiés se sont noyés a également augmenté.

## Évolution
Évolution du nombre de clandestins arrivant par bateaux en Australie chaque année :
| 2009 : |  | 2726 |  |

| 2010 : |  | 6555 |  |

| 2011 : |  | 4565 |  |

| 2012 : |  | 17204 |  |

| 2013 : |  | 20587 |  |

| 2014 : |  | 0 |  |